# 마이 패밀리
《마이 패밀리》(영어: My Family)는 미국에서 제작된 그레고리 나바 감독의 1995년 드라마 영화이다. 지미 스미츠 등이 출연하였고, 애나 토머스 등이 제작에 참여하였다.

## 출연진
- 지미 스미츠
- 에드워드 제임스 올모스
  - 베니토 마티네즈
- 이사이 모랄레스
- 엘피디아 카리요
- 엔리케 카스티요
- 콘스턴스 마리
- 스콧 배큘라
- 루페 온티베로스
  - 마리아 커낼스
- 메리 스틴버전
- 디디 파이퍼
- 비비 베시
- 브루스 그레이
- 에드와도 로페즈 로하스
  - 하코브 바르가스
- 제니 가고
  - 제니퍼 로페즈

## 기타 제작진
- 라인 제작: 로라 그린리
- 협력 제작: 낸시 더로스 샌토스
- 미술: 배리 로빈슨
- 의상: 트레이시 타이넌